# Пино, Николя
Николя Пино (фр. Nicolas Pineau), 1684—1754) — французский скульптор, рисовальщик, декоратор интерьера и резчик по дереву. Сын декоратора Жана-Батиста Пино (1652—1694), создававшего резные деревянные панели для Большого дворца в Версале.

## Биография
Пино Младший учился у отца, а также у архитекторов Ж. Ардуэна-Мансара, Ж. Боффрана, скульптора А. Куазево, ювелира Т. Жермена. Н. Пино считается одним из зачинателей стиля французского Регентства, рококо и рокайльного орнамента в области резьбы по дереву. Петру Великому, посетившему Францию, пришлись по вкусу его работы, и он пригласил Пино вместе с Ж.-Б. А. Леблоном в 1716 году в Россию для отделки Монплезира и Дубового кабинета в Большом дворце Петергофа (1717—1720). Для Большого зала Монплезира Пино вместе с Леблоном создавал лепной декор. Сохранилось также восемь из четырнадцати дубовых резных панелей, четыре дверных створки и два десюдепорта Дубового кабинета Большого петергофского дворца. Остальные были уничтожены в годы оккупации Петергофа фашистами. Недостающие панно были воссозданы реставраторами по сохранившимся рисункам Пино.
В 1726 году Пино возвратился во Францию, где много работал над оформлением интерьеров частных особняков — отелей в новом стиле рококо. Выполнял эскизы мебели и орнаментов. Рисунки Пино отличаются легкостью, беглостью и изяществом, отчего их называли, как и первую стадию развития рокайльного орнамента, «живописными», или «жанром питтореск» (genre pittoresque). В Париже Пино в 1754 году по заказу графа К. Г. Разумовского выполнил эскиз парадной кареты для императрицы Елизаветы Петровны. Расписывал карету, бронзовые детали выполнил Ф. Каффиери Второй. Ныне это уникальное произведение хранится в музеях Московского кремля.
С 1749 года Николя Пино был директором Академии Св. Луки в Риме. Многие из его орнаментальных композиций были награвированы Жаном Мариэттом Старшим (1660—1742) и Габриэлем Юкье. Архитектор Ж.-Ф. Блондель Младший назвал Пино: «Ватто орнамента».

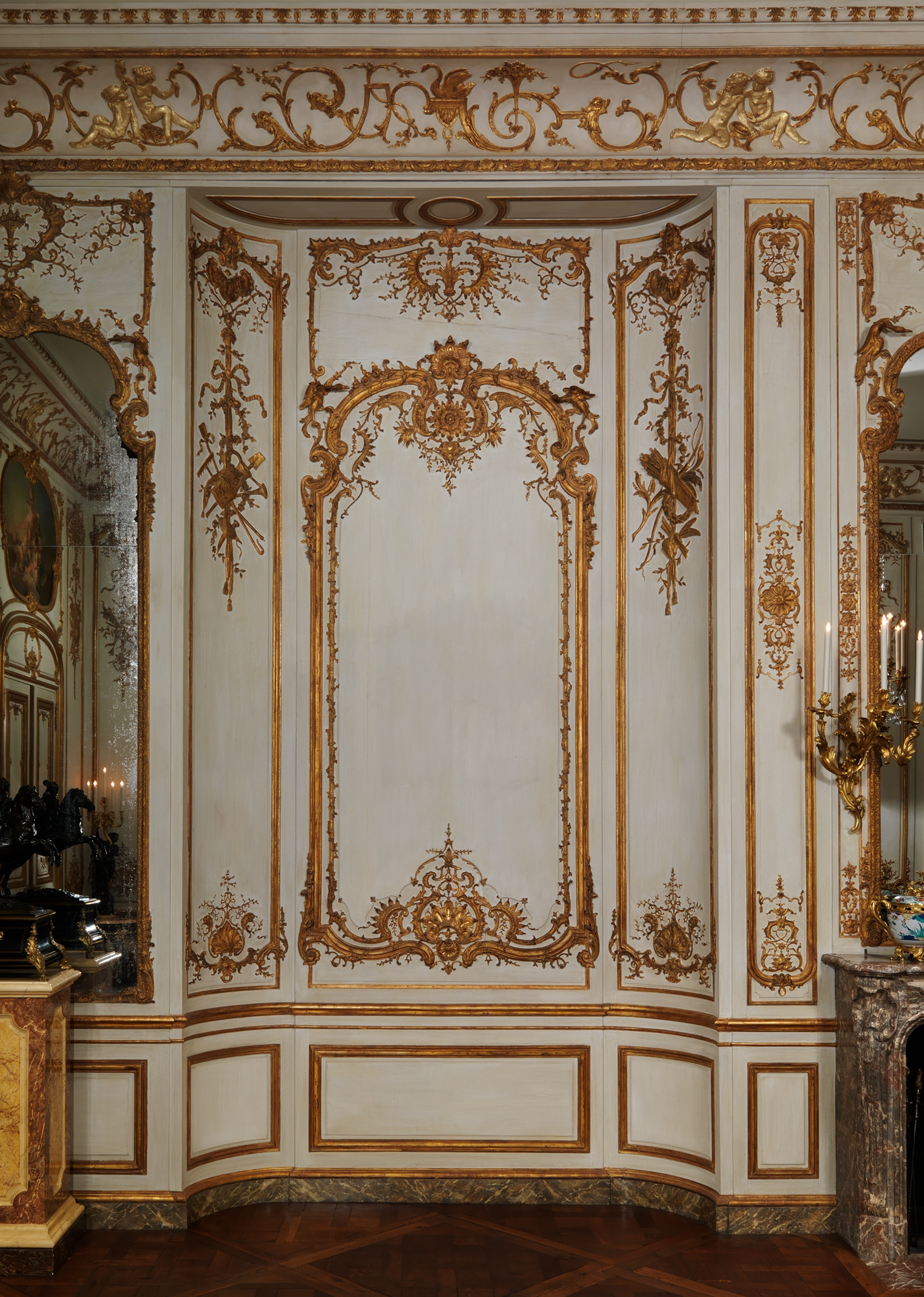
Ламбри (деревянное панно). Отель Варенжвиль, Париж
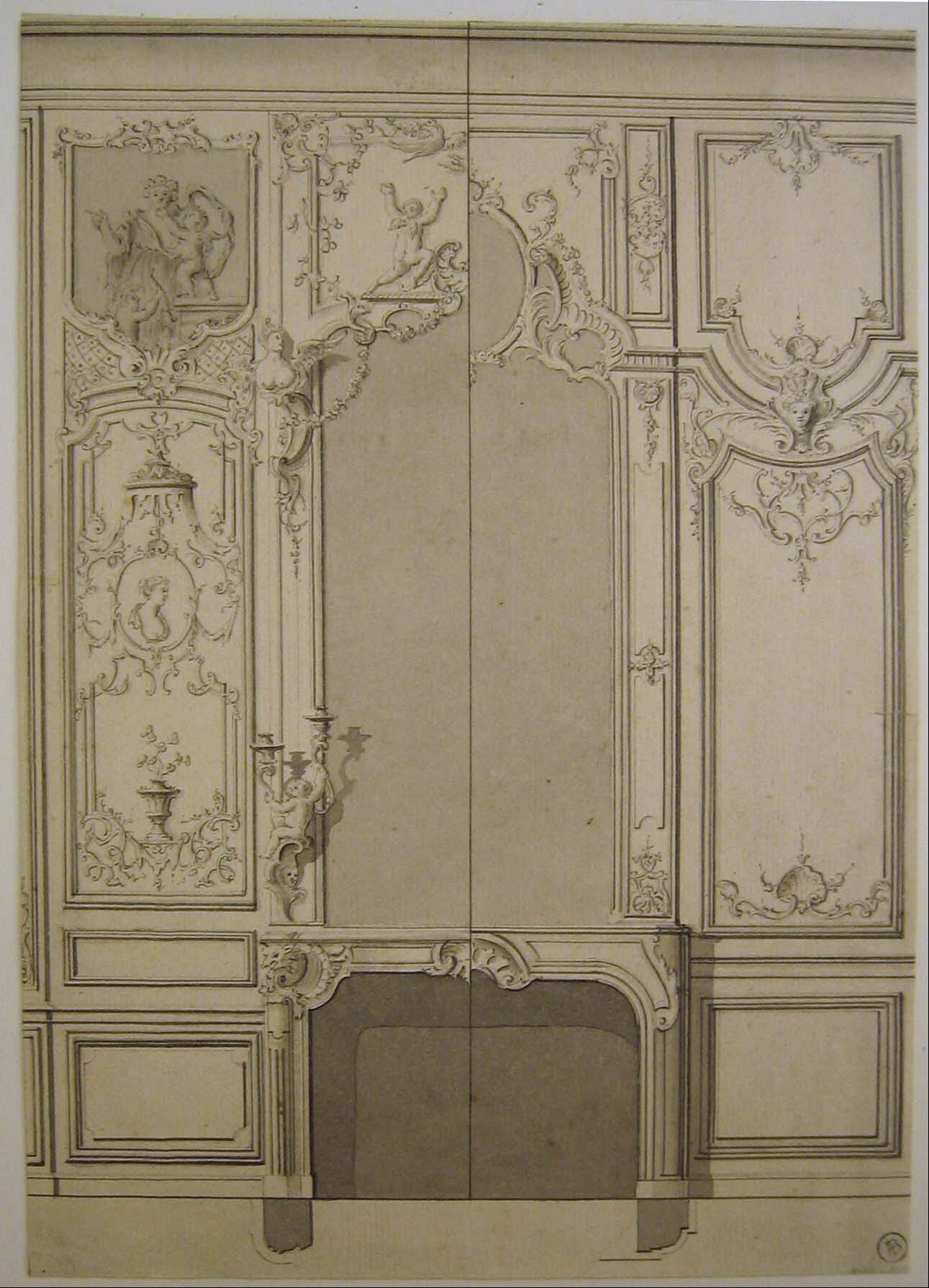
Проект оформления камина. Ок. 1725 г. Смитсоновский музей дизайна Купер Хьюитт, Нью-Йорк
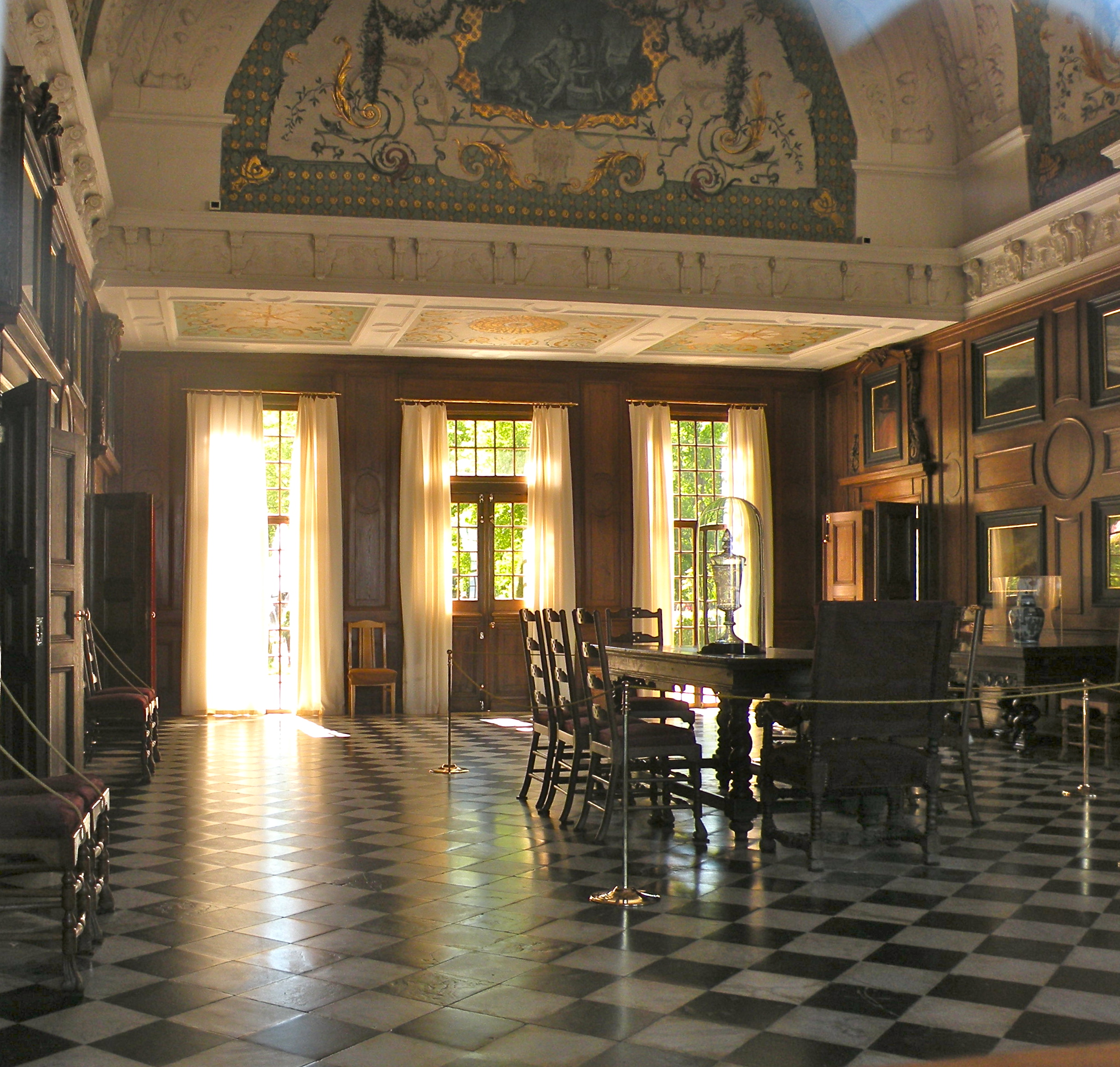
Большой зад дворца Монплезир в Петергофе. 1717—1720. Совместно с Ж.-Б. А. Леблоном
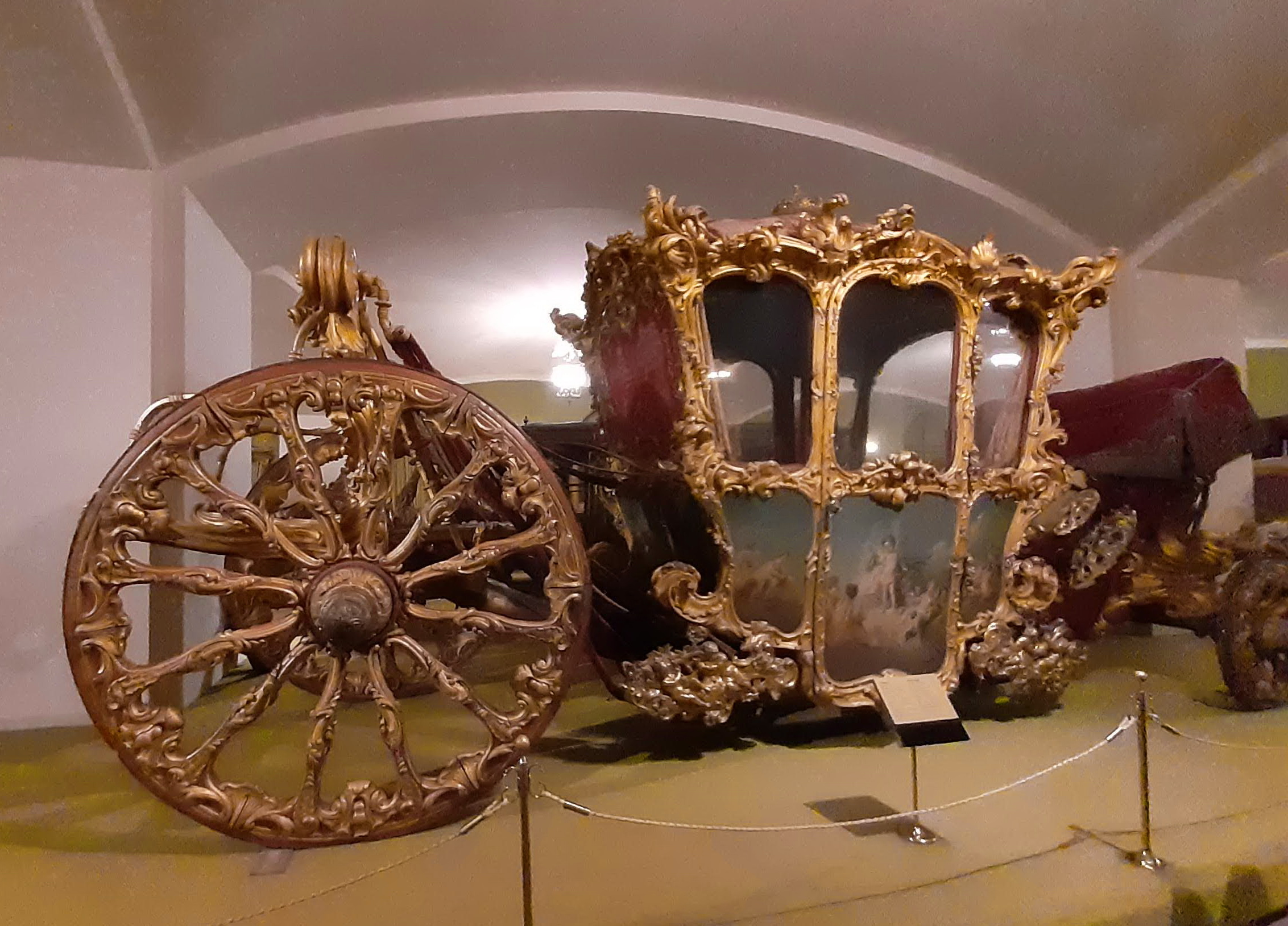
Карета императрицы Елизаветы Петровны. По эскизу Н. Пино. 1754. Роспись Ф. Буше, Париж. Оружейная палата Московского кремля